# Arimanno da Gavardo
Arimanno da Gavardo (Gavardo, ... – Brescia, 1115) è stato un vescovo cattolico italiano.
Resse la Diocesi di Brescia dal 1098 (anche se era stato eletto vescovo già nel 1086) fino alla sua deposizione nel 1115.

## Biografia
Poco sappiamo della sua biografia e della sua formazione.  Era monaco, cardinale e diplomatico, uomo di fiducia di papa Gregorio VII e di Urbano II nell'Italia settentrionale.
Arimanno era in stretti rapporti anche con Matilde di Canossa.  Era presente a Milano, in veste di legato pontificio, alla elezione del successore dell'arcivescovo Arnolfo III, morto fuori Milano a causa di scontri interni alla Chiesa milanese.  Arimanno favorì il compromesso tra i gruppi sociali della città e appoggiò l'elezione del nuovo arcivescovo Anselmo IV da Bovisio.
Dopo il 1098 Arimanno raggiunse la sua sede episcopale di Brescia.
I rapporti con il papato si fecero via via più tesi, fino a quando Pasquale III lo depose, invitando il suo coadiutore Villano a succedergli.  Arimanno morì poco tempo dopo la sua deposizione.

## Genealogia episcopale
La genealogia episcopale è:
- Arcivescovo Anselmo IV da Bovisio
- Cardinale Arimanno da Gavardo